# Шахта «Яніна»
Шахта «Яніна» — кам'яновугільна шахта у Лібйонжу (Малопольща). Одне з двох вугільних родовищ в Малопольському воєводстві (Польща). Шахта діє від 1907 р.. Свою назву отримала від імені дружини або дочки першого власника шахти — Алексіса Барті (пол. Alexis Napoléon Eugène Jean Bartet). Проте цю легенду спростовує його онук — Бернард Барті. Шахта «Яніна» належала Галісійській компанії шахт (фр. Compagnie Galicienne de Mines).

## Історія
- У 1899 році шахта була створена на землі, що викупили французькі торговці, у тодішніх селищах Лібйонж Маленький та Лібйонж Великий, і населених пунктах Мочидло і Жаркі. У 1901 р. записано було уперше компанією, що утворилася в Парижі в 1906 р.. Ця компанія була з акціонерним капіталом у тодішніх 5,5 млн. франків. До початку Першої світової війни, шахта не мала фази запуску.
- У 1910 р. обсяг виробництва згідно зі статистикою становив викопаних 19000 тонн вугілля; виробництво в 1914—1918 рр. збільшилася з 95 до 149 тисяч тонн[6].
- З 1920 р. до 1939 р. французькі власники відновили контроль над своєю шахтою та найняли польське керівництво. Протягом усього міжвоєнного періоду як співвласник Алексіса Барті шахтою керував інженер Зигмунт Щотковський. А його заступником з технічних питань юув «голова шахти» інженер Юзеф Литвинишин[7], батько професора Єжи Литвинишина.
- Після початку Другої світової війни до середини 1940 р. окупаційна влада наказувала З. Щотковському; пізніше копальнею керував австріяк з Ґрац Ладіслаус Франц Тренчак (Ladislaus Franz Trenczak)[8], який користав з праці в шахтах військовополонених, і організацією трудового табору[9].
- У січні 1943 р. новий менеджер шахти був інженер Ґюнтер Фолкенан (нім. Günther Falkenhahn), котрий завів туди перших британських ув'язнених на основі заснованого нім. Kriegsgefangenenlager Arbeitskommando E-562 Janinagrube (команда експлуатації військовополонених E-562 шахти «Яніна»), підпорядковане Stalag «VIII B» у Забже. Військовополонені, котрі відмовляються працювати в шахті восени 1943 р., німцями перетворені в трудовий табір військовополонених, виправно-трудовий табір нім. Arbeitslager Janinagrube (трудовий табір копальні «Яніна»), залежного від адміністрації концентраційного табору «Аушвіц». У цьому таборі працювало від 800 до понад 900 ув'язнених з різних частин Європи. Видобуток тоді становив близько 300 тисяч тонн на рік.
- У січні 1945 р. напередодні ліквідації табору там налічувалося 853 ув'язнених. Після того, як фронт перейшов через шахту в 1945 році, копальня «Яніна» була націоналізована і в лютому відновила видобуток.
- У 1961 році почалося буріння нового стовбуру «Яніна III», два роки по тому — стовбур «Південний», а в 1964 р. — стовбур «Західний».
- На початку 1970-х років видобуток становив у «Яніні» близько 1,8 млн тонн на рік, де працювало близько 4000 осіб. А у 1972 р. видобуток в «Яніні» перевищив 2 мільйони тонн, у 1978 р. — три мільйони, в 1980-х роках залишився на рівні 3,5 млн тонн[10].
- З 1989 року від періоду демократичних та економічних трансформацій у Польщі починається скорочення роздутих штатів, особливо серед робітників зайнятих на поверхні. Чисельність працівників зменшилася протягом перших кількох років більше як на тисячу осіб, також скоротився й видобуток.
- У 1993 р. шахта увійшла до складу «Надвіслянської вугільної компанії» (пол. Nadwiślańska Spółka Węglowa S.A.) у Тихах.
- А 1 лютого 2003 р. заявила себе як одна шахта з 23 закладів у вугільній компанії.
- Після 1 квітня 2004 р. у результаті послідовних перетворень департаменту гірничорудної промисловості та енергетики ТОВ «Яніни» (пол. ZGE Janina) 1 липня 2005 р. ТОВ «Яніна» стала співпрацювати з ТОВ «Собеський Явожно» (пол. ZGE Sobieski Jaworzno). У наслідку чого виник «Південний вугільний концерн» (пол. Południowy Koncern Węglowy).
- У листопаді 2007 р. трудова зайнятість у ТОВ «Яніна» склала 2841 співробітників (у тому числі 1937 робочих підземних)[11]. У 2005 р. видобуток склав близько 2,2 млн тонн[12]; в наступні роки залишалося на рівні від 1,75 до 2,6 млн тонн. Відкладення корисних копалин шахти «Яніна» на даний час оцінюється в 20 % кам'яного вугілля від загальної кількості у всій Польщі[13]. Це діюча шахта з найбільшими ресурсами вугілля в Польщі, що оцінюється в 841 млн тонн, а тривалість роботи у 2003 році оцінювалася в 204 роки (до 2207 р.)[14] на вичерпання всього покладу. Шахта в даний час належить до «Таурон Видобуток» (пол. TAURON Wydobycie S.A.)[15].

## Галерея

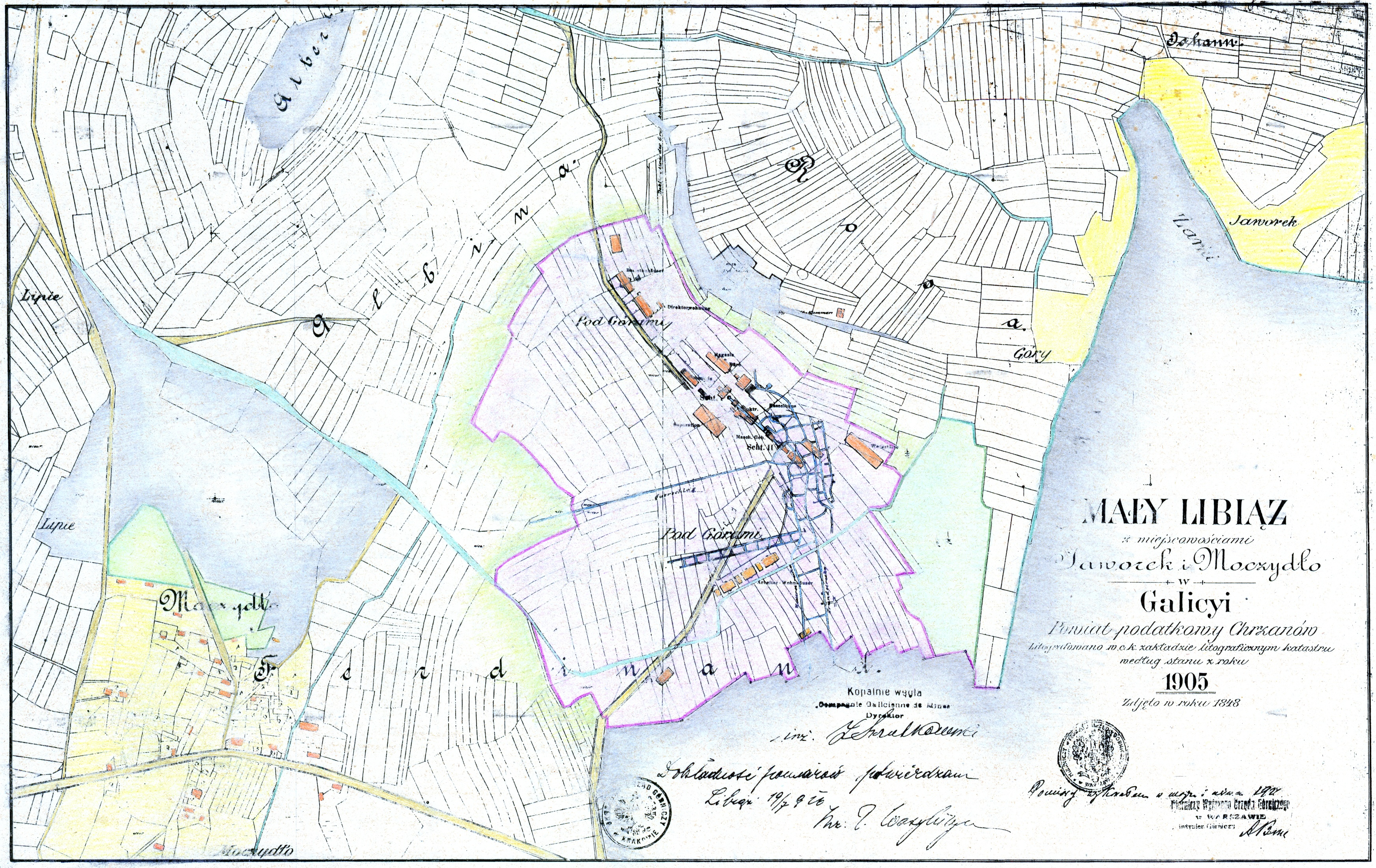
Шахта «Яніна» в Лібйонжу, карта 1905 р.
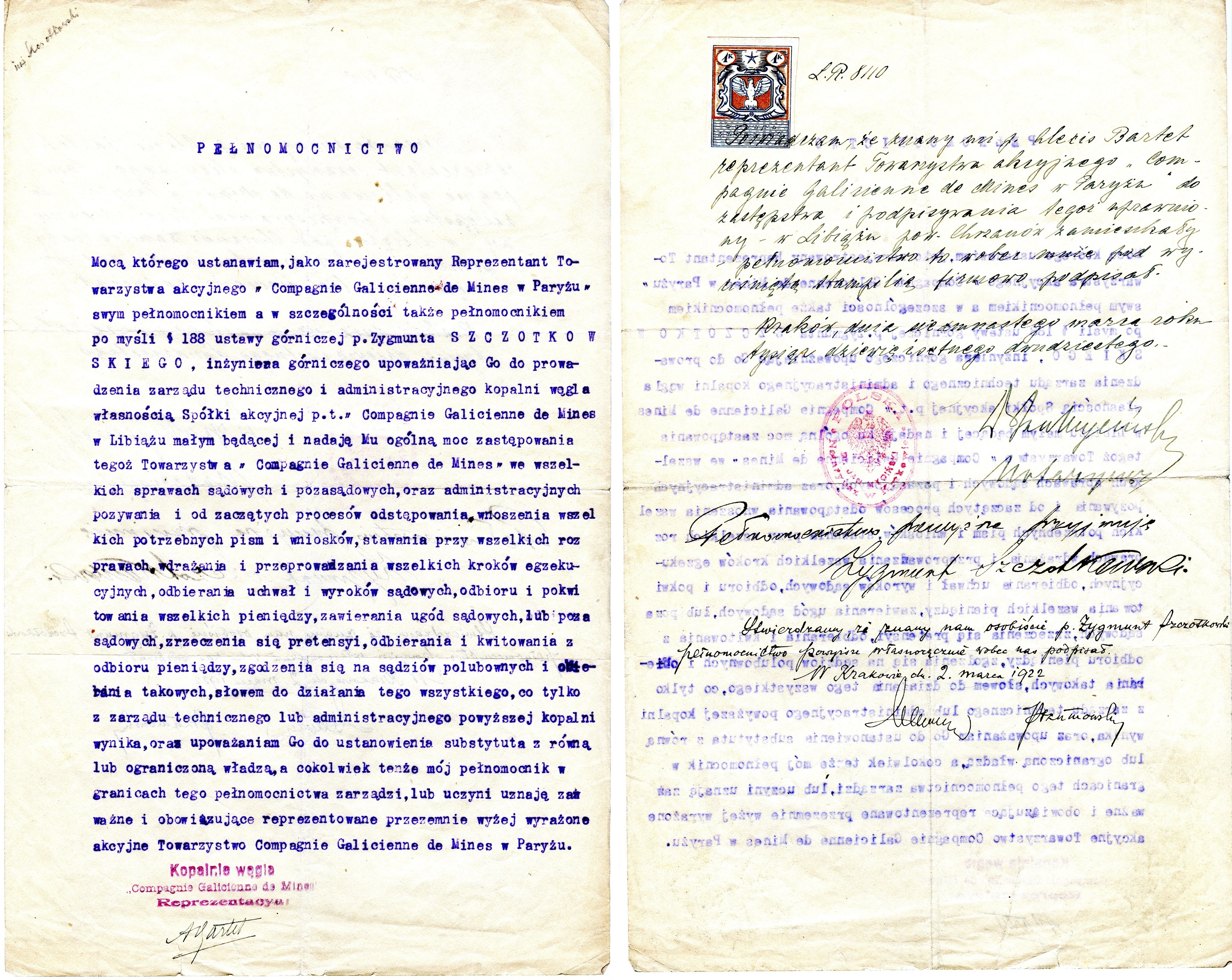
Довіреність А. Барті (Galicienne Compagnie Des Mines) для З. Щотковського 1922 р.
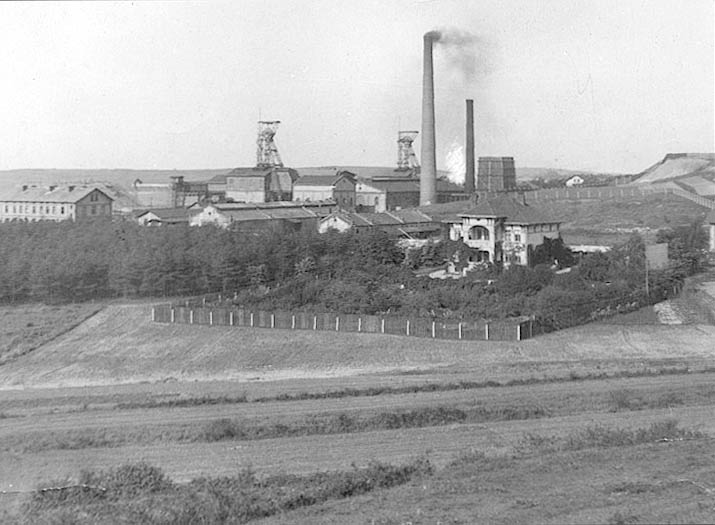
Панорама шахти «Яніна» в 1930-ті роки
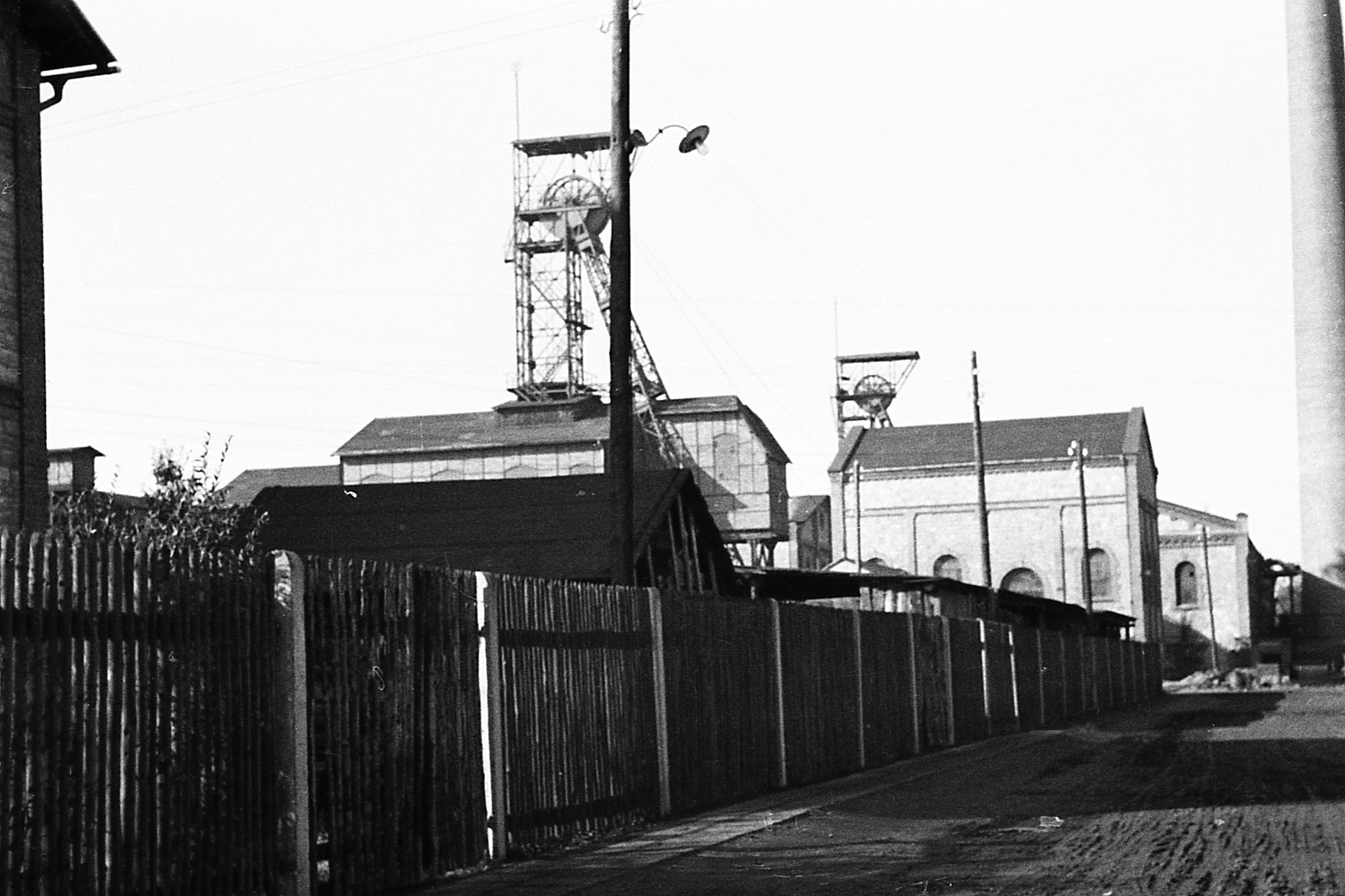
Шахта «Яніна» близько 1938 р.
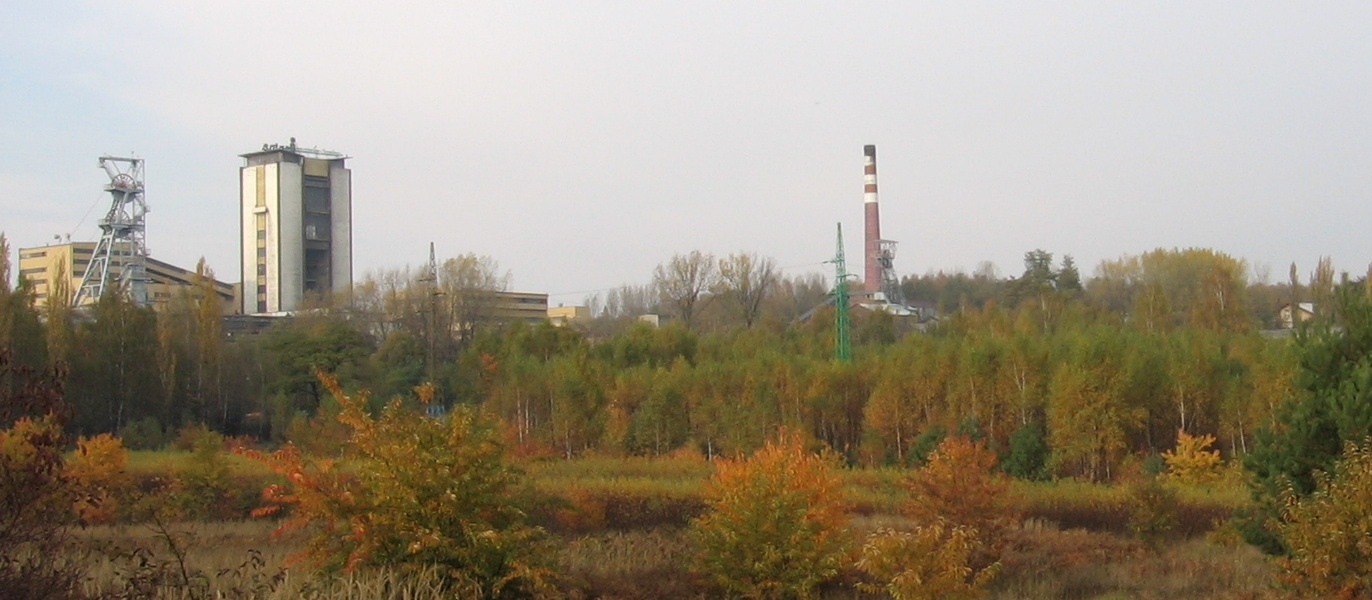
Сучасний вид на шахту «Яніна»